# Четвертий Константинопольський собор (православний)
Четве́ртий Константино́польський собо́р відбувся у 879–880 рр. Він підтвердив відновлення Фотія I патріархом Константинополя.
Результат цього собору визнається таким, що має повноваження Вселенського собору східними православними християнами, які іноді називають його Восьмим Вселенським Собором.

## Історія
Після смерті Патріарха Ігнатія 23 жовтня 877 року Фотій знову зійшов на кафедру Константинопольських патріархів; був скликаний новий Собор — перш за все для скасування рішення Собору 869 року. На Соборі були присутні представники всіх Патріархів і папські легати — всього 383 єпископи. Собор відновив Фотія на престолі, засудив рішення Собору 869 року, видав визначення, що засуджує будь-які додатки до Нікейського символу віри і зокрема, римський догмат Filioque.

## Статус
У Православній церкві Собор 879 року вважається VIII вселенським, яким він де-факто був за своїм складом і характером прийнятих рішень, однак формально має статус помісного. Римо-католицька церква не визнає рішень Собору 879 року.